# Budd Company
Pour les articles homonymes, voir Budd.
 (janvier 2011).
Si vous disposez d'ouvrages ou d'articles de référence ou si vous connaissez des sites web de qualité traitant du thème abordé ici, merci de compléter l'article en donnant les références utiles à sa vérifiabilité et en les liant à la section « Notes et références ».
La Budd Company est une ancienne société américaine située à Philadelphie, fondée en 1912 par Edward Gowan Budd. Elle est renommée pour l'invention d'un procédé de soudage électrique des tôles d'acier inoxydable qui préserve la qualité anti-corrosion du métal. En France, la licence du procédé est acquise en 1935 par le constructeur ferroviaire Carel Fouché & Cie pour la fabrication de divers matériels roulants ferroviaires (rames automotrices Z 3700, Z 5100 et Z 5300, respectivement mises en service en 1938, 1953 et 1965, autorail prototype X 2051, voitures DEV Inox...).
La société est acquise en 1978 par le groupe de sidérurgie allemand Thyssen. 